# 青春豬頭少年不會夢到懷夢美少女
《青春豬頭少年不會夢到懷夢美少女》是2019年6月15日在日本上映的浪漫喜劇動畫電影，改編自鴨志田一創作、溝口凱吉負責插圖的輕小說作品《青春豬頭少年系列》第6卷與第7卷。本作為電視動畫《青春豬頭少年不會夢到兔女郎學姊》的續作，該動畫改編自小說前5卷。續作電影《青春豬頭少年不會夢到嬌憐外出妹》則於2023年上映。

## 配音員
| 角色       | 配音員     |
| 角色       | 日本       |
| ---------- | ---------- |
| 梓川咲太   | 石川界人   |
| 櫻島麻衣   | 瀨戶麻沙美 |
| 牧之原翔子 | 水瀨祈     |
| 古賀朋繪   | 東山奈央   |
| 雙葉理央   | 種崎敦美   |
| 豐濱和香   | 內田真禮   |
| 梓川花楓   | 久保百合花 |

## 製作
増井在接下本系列的導演職位時，被告知原作小說第6卷和第7卷的內容將在電視動畫結束後被改編成劇場版。電視動畫中，咲太一直在幫助女主角，但在這部作品中，咲太面臨著自己的問題，內容也更加艱難，因此他感覺到「這是必要的」。在電視動畫中，咲太是一個旁觀者（不需要做出決定）的角色，但在這部作品中，他被迫做出決定，増井表示他想要細緻地描述「這個決定以及到達那個目標的過程」。
飾演牧之原翔子的水瀨祈表示，在作品中出現了各個年齡段的翔子，但她並沒有刻意去配合年齡進行表演，而是在說台詞的時候自然地進行角色分隔。

## 評價
該電影在日本全國31個電影院上映。在上映的第15天和第16天，觀看人數約為6萬6000人，票房收入約為1億日圓。由於超出預期的受歡迎程度，從上映日起，劇場周邊商品便開始出現缺貨情況，並從7月初開始進行增產，增產的商品陸續上市，並在同年7月至9月期間逐步在全國擴大上映。該電影在日本全國共計95家影院上映，於10月17日最後一場上映結束，總票房收入為5億1000萬日圓。此外，從7月初開始販售的增產商品也出現了缺貨情況，部分數量有限的劇場周邊商品於ANIPLEX＋（現名為Aniplex Online）進行事後販售。在「Newtype動畫獎2018-2019」中，作品獎（劇場作品）中，《懷夢美少女》獲得第10名。

## BD／DVD
BD（完全生產限量版）的首周銷量約為25,500張，DVD的首周銷量則約為3,815張。
| 名稱                           | 發行日期       | 收錄話數             | 規格編號      | 規格編號      |
| 名稱                           | 發行日期       | 收錄話數             | BD限定版      | DVD限定版     |
| ------------------------------ | -------------- | -------------------- | ------------- | ------------- |
| 青春豬頭少年不會夢到懷夢美少女 | 2019年11月27日 | 劇場版《懷夢美少女》 | ANZX-15023〜5 | ANZB-15023〜5 |

## 腳註

### 來源
1. ↑  . 電視動畫《青春豬頭少年不會夢到兔女郎學姊》官方網站. 2019-02-09  [2019-02-09]. （原始内容存档于2020-07-05）.
2. ↑  Komatsu, Mikikazu. . Crunchyroll. 2019-07-10  [2025-06-14]. （原始内容存档于2020-12-30） （英语）.
3. ↑  . Movieweb. 2019-09-03  [2025-06-14]. （原始内容存档于2019-09-15） （英语）.
4. ↑  . Box Office Mojo.   [2024-06-14]. （原始内容存档于2020-07-05）.
5. 1 2  . アニメイトタイムズ. 2019-02-09  [2025-06-14]. （原始内容存档于2023-04-05）.
6. ↑  Chapman, Paul. . Crunchyroll.   [2025-06-14]. （原始内容存档于2022-12-04） （英语）.
7. ↑  . Comic Natalie. 2019-02-09  [2025-06-14] （日语）.
8. 1 2  . Natalie. 2019-11-25  [2025-06-14]. （原始内容存档于2023-06-09）.
9. ↑  . 公式サイト.   [2025-06-14]. （原始内容存档于2024-02-25）.
10. ↑  . MANTANWEB（まんたんウェブ）.   [2025-06-14]. （原始内容存档于2024-01-16） （日语）.
11. ↑  . TVアニメ「青春ブタ野郎はバニーガール先輩の夢を見ない」公式サイト.   [2025-06-14]. （原始内容存档于2023-04-04） （日语）.
12. ↑  . 電視動畫《青春豬頭少年不會夢到兔女郎學姊》官方網站.   [2025-06-14]. （原始内容存档于2023-10-07） （日语）.
13. ↑  . 「青春ブタ野郎はゆめみる少女の夢を見ない」.   [2025-06-14]. （原始内容存档于2023-05-17） （日语）.
14. ↑  『キネマ旬報 2020年3月下旬特別号』p.49
15. ↑  . 電視動畫《青春豬頭少年不會夢到兔女郎學姊》官方網站.   [2024-06-14]. （原始内容存档于2024-01-04） （日语）.
16. ↑  . ライブドアニュース. 2019-10-27  [2025-06-14]. （原始内容存档于2024-01-27）.
17. ↑   . オリコン・リサーチ. 2020-03-31: 593. ISBN 978-4-87131-099-4.
18. ↑   . オリコン・リサーチ. 2020-03-31: 56?. ISBN 978-4-87131-099-4.

## 外部連結
- 官方网站（日語）